# Telendos
Telendos (in greco Τέλενδος?), in italiano Telendo, è una piccola isola del Dodecaneso situata nella parte orientale del Mar Egeo, poco a ovest di Calimno, dalla quale dipende amministrativamente.
Secondo il censimento del 2001, sull'isola risiedono 54 persone.

## Geografia

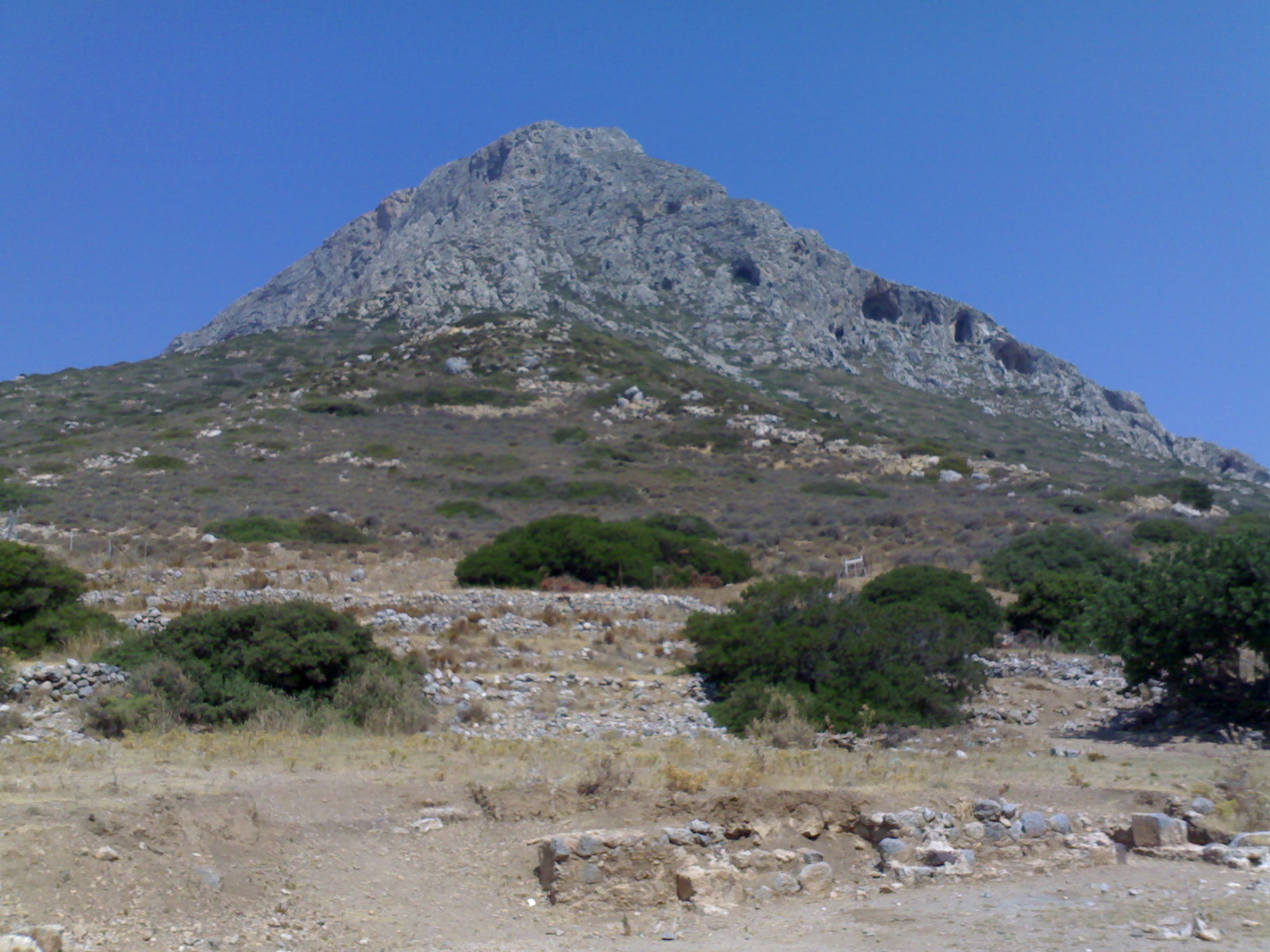
Rovine alla base del Monte Rachi

Telendos è posta a circa 900 m di distanza ad ovest di Calimno, ha una superficie di 4,648 km² e uno sviluppo della linea costiera di 12,7 km. L'isola, prevalentemente rocciosa e di forma semicircolare, è caratterizzata da una ripida montagna i cui fianchi scendono direttamente sino al mare; solo una piccola penisola, nella parte sudorientale, è relativamente pianeggiante e in essa è situato l'insediamento abitativo.
L'isola anticamente era unita a Calimno, ma si separò da questa a seguito di terremoti avvenuti nel 535 d.C.